# Acteocina atrata
Acteocina atrata is een slakkensoort uit de familie van de Tornatinidae. De wetenschappelijke naam van de soort is voor het eerst geldig gepubliceerd in 1984 door Mikkelsen & Mikkelsen.